# Gatunek bliski zagrożenia
Gatunek bliski zagrożenia (ang. near threatened – akronim: NT) – kategoria w ocenie stopni zagrożenia gatunków przyjęta w Czerwonej Liście Międzynarodowej Unii Ochrony Przyrody (IUCN Red List), stosowana także w czerwonych listach i księgach gatunków w skali regionalnej i państwowej. Obejmuje gatunki, których zgodnie z kryteriami Międzynarodowej Unii Ochrony Przyrody (IUCN) nie można uznać za zagrożone wyginięciem (nie spełniają określonych kryteriów), ale są blisko spełnienia tych kryteriów lub prawdopodobne jest, że je spełnią w przyszłości ze względu na istniejące ryzyka. Zgodnie z zaleceniami IUCN kategoria niezależnie od języka publikacji, w jakim jest stosowana, powinna być oznaczana skrótowcem pochodzącym od nazwy angielskiej – NT.
Zgodnie z zaleceniami IUCN wskazane jest co pewien czas dokonywanie powtórnej oceny stanu gatunków z tej kategorii. Jeśli przyjęto trafne założenie o potencjalnych zagrożeniach – prawdopodobne jest sukcesywne przechodzenie gatunków z tej kategorii do gatunków zagrożonych (CR/EN/VU).